# 科利克甘河
科利克甘河是俄羅斯的河流，屬於瓦赫河的右支流，由漢特-曼西自治區負責管轄，河道全長457公里，流域面積12,200平方公里，發源自西西伯利亞平原，河水主要來自融雪，每年十月至翌年五月結冰。